# 檇里之战
槜里之战，春秋末年周敬王十年（前510年）吴国大败越国的战役，事后越国开始对吴国展开报复。

## 经过
吴国意图讨伐楚国，而越国不愿意仆从吴国参与战争，因而吴国以此为由南征越国。战前，越国君主允常称越国本只是吴国的朝贡国，吴国背弃盟约攻打越国，想要消灭自己至亲之邻国。然而阖闾不认同允常的说法，还是执意进攻越国，攻破了越国的槜里。5年后，允常乘吴国主力远在楚国作战，秦军即将支援楚国的情况下背袭吴国，以报前耻。吴国刚刚打完柏举之战，攻破楚国首都，却因此不得不退兵，吴国和越国相互结仇。